# 考埃縣
考埃縣是非洲國家聖多美和普林西比的一個縣，位於聖多美島，首府São João dos Angolares，位於該國南部，面積267平方公里，2001年人口估計約5,900。